# Macrojoppa cuschiana
Macrojoppa cuschiana là một loài tò vò trong họ Ichneumonidae.